# Скотт, Рэндольф
Рэндольф Скотт (англ. Randolph Scott; 23 января 1898 — 2 марта 1987) — американский актёр.

## Карьера
За 35 лет своей кинокарьеры Скотт появился в различных жанровых фильмах, включая социальные и преступные драмы, комедии, мюзиклы, приключения, военные фильмы, а также в нескольких фильмах ужасов и кинофантастике. Однако, его наиболее запоминающиеся образы сыграны в вестернах, которых в его репертуаре преимущественное большинство. Среди них фильмы «Негодяи» (1942), «Кольт сорок пятого калибра» (1950), «Санта Фе» (1951), «Петля палача» (1952), «Незнакомец с револьвером» (1953) и «Охранник дилижансов» (1954), «Семеро должны умереть» (1956) и «Большой страх» (1957). Последний раз на киноэкранах актёр появился в 1962 году в фильме «Скачи по высокогорью», после чего ушёл на пенсию, и последующие годы провёл безбедно в своём загородном доме в Калифорнии.

## Личная жизнь
Скотт был дважды женат, став отцом двоих детей от второй супруги. Также были распространены слухи о гомосексуальных предпочтениях актёра, в частности о его романтических отношениях с Кэри Грантом в 1940-х годах.
Рэндольф Скотт скончался в 89-летнем возрасте в Беверли-Хиллз из-за болезни сердца. Похоронен на кладбище Элмвуд в Шарлотте.

## Избранная фильмография
| Год  |   | Русское название           | Оригинальное название   | Роль                |
| ---- | - | -------------------------- | ----------------------- | ------------------- |
| 1935 | ф | Роберта                    | Roberta                 | Джон Кент           |
| 1935 | ф | Она                        | She                     | Лео Винси           |
| 1936 | ф | Следуя за флотом           | Follow the Fleet        | Билдж Смит          |
| 1940 | ф | Моя любимая супруга        | My Favorite Wife        | Стивен Беркетт      |
| 1940 | ф | Вирджиния-Сити             | Virginia City           | капитан Ванс Ирби   |
| 1941 | ф | Вестерн Юнион              | Western Union           | Вэнс Шоу            |
| 1942 | ф | Негодяи                    | The Spoilers            | Александр Макнамара |
| 1944 | ф | Красавица Юкона            | Belle of the Yukon      | Джон Кальхаун       |
| 1948 | ф | Коронер Крик               | Coroner Creek           | Крис Даннинг        |
| 1948 | ф | Альбукерк                  | Albuquerque             | Коул Армин          |
| 1950 | ф | Невадец                    | The Nevadan             | Эндрю Барклай       |
| 1950 | ф | Кольт сорок пятого калибра | Colt .45                | Стив Фарелл         |
| 1951 | ф | Санта-Фе                   | Santa Fe                | Бритт Канфилд       |
| 1952 | ф | Карсон-сити                | Carson city             | Джеф Кинкейд        |
| 1952 | ф | Петля палача               | Hangman's Knot          | майор Мэтт Стюарт   |
| 1953 | ф | Незнакомец с револьвером   | The Stranger Wore a Gun | Джефф Трэвис        |
| 1954 | ф | Охранник дилижансов        | Riding Shotgun          | Ларри Делонг        |
| 1955 | ф | Гнев на рассвете           | Rage at Dawn            | Джеймс Барлоу       |
| 1955 | ф | Десять человек в розыске   | Ten Wanted Men          | Джон Стюарт         |
| 1956 | ф | Седьмая кавалерия          | 7th Cavalry             | капитан Том Бенсон  |
| 1956 | ф | Семеро должны умереть      | Seven Men from Now      | Бен Страйд          |
| 1957 | ф | Большой страх              | The Tall T              | Пэт Бреннан         |
| 1959 | ф | Скачущий в одиночку        | Ride Lonesome           | Бен Бригэйд         |
| 1960 | ф | Станция Команч             | Comanche Station        | Джефферсон Коуди    |
| 1962 | ф | Скачи по высокогорью       | Ride the High Country   | Джил Веструм        |